# Соколовська сільська рада (Зональний район)
Соколо́вська сільська рада (рос. Соколовский сельский совет) — сільське поселення у складі Зонального району Алтайського краю Росії.
Адміністративний центр — село Соколово.

## Населення
Населення — 4085 осіб (2019; 4114 в 2010, 4290 у 2002).

## Склад
До складу сільської ради входять:
| Населений пункт | Населення, осіб (2002) | Населення, осіб (2010) |
| --------------- | ---------------------- | ---------------------- |
| Комарово, село  | 504                    | 448                    |
| Савиново, село  | 479                    | 485                    |
| Соколово, село  | 3307                   | 3181                   |